# 福星寺館
福星寺館（ふくしょうじやかた）は、千葉県四街道市吉岡にあった日本の城。1983年（昭和58年）4月15日付けで四街道市指定史跡。

## 概要
中世期に臼井氏の一族・吉岡氏が居城し、同じく四街道所縁の臼井氏一族山梨氏、蕨氏、中台氏、小名木氏らと共に千葉荘山梨郷周辺（現在の四街道市南部）を治めていたと言われている。『千学集抜粋』にも、天文19年（1550年）に行われた妙見宮の遷宮の際、千葉親胤の参詣に従った臼井の一門の中に吉岡氏、山梨氏、蕨氏が挙げられている。
曲輪内の福星寺は、元和2年（1616年）の開基で、廃城後に建てられたものである。
同じ吉岡氏の居城と言われる木出城と関係の深い城である。木出城は谷津田を1つ越えた南約1キロメートルの地点にある。

## 構造
東西・南北ともに約120メートルの単郭構造である。土塁は、郭内から比高3メートル前後と大規模であり、土塁と空堀が切れる箇所が3箇所ある。このうち南辺は、枡形状に空堀が屈曲し、外側にかざし状の土塁が存在することから、この部分が虎口と考えられている。土塁・空堀とも保存状態は良好で、ほぼ完全な形で残っている。

## アクセス
- 四街道駅・千城台駅より千葉内陸バス　福星寺入口下車　徒歩1分